# Andrés Lima
Andrés Lima Fernández de Toro (Madrid, 1961) es un actor y director  teatral español vinculado a la compañía de teatro Animalario.
El 30 de septiembre de 2019 fue galardonado con el Premio Nacional de Teatro.
Comienza su carrera como actor y director teatral, desde muy temprana edad. Tuvo su primer contacto en el teatro en el Colegio Yale, entrando en contacto con el teatro de calle, acercándose a Antonine Artaud (quien le inyectó el veneno del teatro). Estuvo en diversos grupos y compañías. Italia, marca su vida en el teatro, pues ahí es donde conoció el Piccolo teatro con el montaje de Giorgio Strehler, hasta que en los años 80 comienza a dedicarse de forma profesional en el teatro, coincidiendo con la transición, y el teatro independiente, siendo un periodo importante para el teatro en España. En lo años 80 hubo una especie de inyección teatral muy fuerte en España, llegando compañías de todas partes del mundo. En la compañía de Teatro Animalario, colaboró prácticamente desde sus inicios junto con Alberto San Juan, quienes en conjunto fueron ganadores de diversos premios. Como director y autor ha contribuido a la renovación de la puesta en escena del teatro español. En esta faceta llevado a cabo diversos montajes para el Centro Dramático Nacional (CDN), el Teatro de la Abadía o el Teatro de la Zarzuela, entre otros. 
Para Andrés Lima, es importante representar nuestra historia como la voluntad de conocernos a nosotros mismos. ¨Nuestra sociedad de hoy es el resultado de lo que construimos o destruimos ayer ¨.

## Teatro Actual
Entre sus últimos montajes destacan Shock 1 (El Cóndor y el Puma) (año 2019) para el Centro Dramático Nacional (CDN) que, con esta obra gana su quinto Premio Max a la mejor dirección. Esta obra es inspirada en La doctrina del shock de Naomi Klein, y es el resultado de la investigación teatral sobre el golpe de Estado del General Pinochet sobre el Gobierno de Salvador Allende. 
En 2021, estrena Shock 2, con gran éxito. Creada en tiempos de coronavirus. Shock 2 es la continuación de Shock 1 (El Cóndor y el Puma), inicia con el auge de la doctrina monetarista de Milton Friedman y sus Chicago Boys y que continúa avanzando a través de la 2.ª mitad del siglo XX.
Posteriormente, en 2024, estrena 1936 en el Centro Dramático Nacional (CDN), en el que realiza una visión por diferentes escenas relevantes que marcaron el transcurso de la guerra civil española. El montaje sigue los pasos de sus anteriores propuestas escénicas, siendo además producto de una compleja investigación histórica en torno al conflicto bélico ibérico y sus consecuencias político-sociales.

## Otras Facetas
En su faceta de actor, destacan trabajos como Falstaff, del que también es director. Mirandolina, versión de Ernesto Caballero, La Ratonera, de A.Cristhie, y dirigida por Ramón Barea. Los cuernos de Don Friolera de Valle Inclán, o Las Bizarrías de Belisa de Lope de Vega, entre otras. 
También es reconocido por cine y televisión: en su faceta actoral, destacan interpretaciones como Los fantasmas de Goya, de Milos Forman y Días de Cine de David Serrano. En cuanto a series, destacar su trabajo tras 83 episodios en la serie Policías, en el corazón de la calle.

### Dirección Teatro
- El chico de la última fila (2019), de Juan Mayorga
- Moby-Dick (2018) de Juan Cavestany, basado en la novela de Herman Melville
- Sueño (2017) de Andrés Lima
- Las brujas de Salem (2017) de Arthur Miller, adaptado por Eduardo Mendoza
- El jurado (2016) de Luis Felipe Blasco Vilches
- Medea (2015), de Séneca
- Desde Berlín. Tributo a Lou Reed. (2014), de Juan Villoro, Juan Cavestany y Pau Miró
- Los Mácbez (2014), de Juan Cavestany (versión del Macbeth de William Shakespeare)
- Capitalismo. Hazles reír (2013), de Juan Cavestany
- Penumbra (2011), de Juan Cavestany y Juan Mayorga
- Falstaff (2011), de William Shakespeare
- El montaplatos (2011), de Harold Pinter
- El mal de la juventud (2010), de Ferdinand Bruckner
- Tito Andrónico (2009), de William Shakespeare
- Baile, sólo parejas (2009)
- Argelino, servidor de dos amos (2007), de Alberto San Juan (versión de Carlo Goldoni)
- Marat-Sade (2007), de Peter Weiss
- Hamelin (2005), de Juan Mayorga
- Alejandro y Ana (2003), de Juan Mayorga
- Pornografía barata (2002), de Andrés Lima
- Tren de mercancías huyendo hacia el oeste (2002), de Juan Mayorga
- El fin de los sueños (1999), de Alberto San Juan
- Qué te importa que te ame (1997), de Andrés Lima

## Filmografía actor

### Cortometrajes
- La viuda negra (1991), de Jesús R. Delgado.
- Oro en la pared (1992), de Jesús R. Delgado.
- Entre el amanecer y el día (1994), de Mónica Pérez Capilla.
- Verbena (1998), de Indalecio Corugedo.
- Onán (2002), de Abraham López Feria y Pablo Tébar.
- Cóctel (2003), de Lucina Gil.

### Largometrajes
- Jardines colgantes (1993), de Pablo Llorca.
- Pelotazo nacional (1993), de Mariano Ozores.
- Supernova (1993), de Juan Miñón.
- La niña de tus sueños (1995), de Jesús R. Delgado.
- Puede ser divertido (1995), de Azucena Rodríguez.
- Dame algo (1997), de Héctor Carré.
- Un buen novio (1998), de Jesús R. Delgado.
- La primera noche de mi vida (1998), de Miguel Albaladejo.
- Flores de otro mundo (1999), de Icíar Bollaín.
- Celos (1999), de Vicente Aranda.
- La espalda de Dios (2001), de Pablo Llorca.
- Juana la Loca (2001), de Vicente Aranda.
- Peor imposible, ¿qué puede fallar? (2002), de David Blanco y José Semprún.
- El viaje de Carol (2002), de Imanol Uribe.
- Los lunes al sol (2002), de Fernando León de Aranoa.
- Días de fútbol (2003), de David Serrano de la Peña.
- Horas de luz (2004), de Manolo Matji.
- Recursos humanos (2004), de José Javier Rodríguez Melcon.
- El asombroso mundo de Borjamari y Pocholo (2004), de Juan Cavestany y Enrique López Lavigne.
- Vida y color (2005), de Santiago Tabernero.
- Los fantasmas de Goya (2006), de Miloš Forman.
- Días de cine (2007), de David Serrano de la Peña.
- Canciones de amor en Lolita's Club (2007), de Vicente Aranda.

### Premios
- Shock I (El cóndor y el puma) Premio Max (2020)
- Premio Nacional de Teatro (2019)  (Por su constante labor de investigación artística)
- Urtain- Premio Max (Mejor director) (2010)
- Argelino (servidor de dos amos) - Premio Max (Mejor director)  (2009)
- Marat-Sade - Premio Max (Mejor director) (2008)
- Hamelin - Premio Max (Mejor director) (2006)